# Bucue
Bucue is een bestuurslaag in het regentschap Pidie van de provincie Atjeh, Indonesië. Bucue telt 723 inwoners (volkstelling 2010).